# GBE kompakt
GBE kompakt war eine Online-Publikationsreihe der Gesundheitsberichterstattung (GBE) des Bundes am Robert Koch-Institut (RKI). Sie wurde im September 2016 durch die Online-Zeitschrift "Journal of Health Monitoring" abgelöst.
Von Februar 2010 bis Juni 2016 wurden vierteljährlich aktuelle Ergebnisse des Gesundheitsmonitorings des RKI in dieser Informationsreihe vorgestellt. Ziel von GBE kompakt war es, auf wenigen Seiten einen Überblick zu einem Gesundheitsthema zu geben. Dabei wurden die Daten in einen gesundheitspolitischen sowie forschungsspezifischen Kontext eingebettet.
Zielgruppe der Informationsreihe war neben Fachpublikum und Politik die interessierte Öffentlichkeit sowie die Presse. GBE kompakt fügte sich damit in die bereits etablierten Veröffentlichungen der Gesundheitsberichterstattung des Bundes ein und ergänzte diese durch ihre Aktualität.

## Bezugsmöglichkeiten
Alle Ausgaben von GBE kompakt können auch weiterhin online abgerufen werden.

## Alle Ausgaben

### 2016
- Unfälle in Deutschland - Woran verletzen sich Kinder und Jugendliche? (Juni 2016) pdf (deutsch)
- Gesundheitliche Ungleichheit im höheren Lebensalter (März 2016) pdf (deutsch)

### 2015
- Blutdruck: Ein Thema für alle (Dezember 2015) pdf (deutsch) pdf (englisch)
- Pflegende Angehörige – Deutschlands größter Pflegedienst (September 2015) pdf (deutsch) pdf (englisch)
- Alkoholkonsum bei Jugendlichen – Aktuelle Ergebnisse und Trends (Juni 2015) pdf (deutsch) pdf (englisch)
- Gesund aufwachsen - Welche Bedeutung kommt dem sozialen Status zu? (März 2015) pdf (deutsch) pdf (englisch)

### 2014
- Lärmbelästigung - Ergebnisse der GEDA-Studie 2012 (Dezember 2014) pdf (deutsch) pdf (englisch)
- 25 Jahre nach dem Fall der Mauer: Regionale Unterschiede in der Gesundheit (Oktober 2014) pdf (deutsch) pdf (englisch)
- Soziale Unterschiede in der Mortalität und Lebenserwartung (März 2014) pdf (deutsch) pdf (englisch)
- Hysterektomie (Januar 2014) pdf (deutsch) pdf (englisch)

### 2013
- Diagnose Depression: Unterschiede bei Frauen und Männern (September 2013) pdf (deutsch) pdf (englisch)
- Limo, Saft & Co – Konsum zuckerhaltiger Getränke in Deutschland (August 2013) pdf (deutsch) pdf (englisch)

### 2012
- Gesundheit in Europa – Daten des Gesundheitsmonitorings der EU (Dezember 2012) pdf (deutsch) pdf (englisch)
- Angebote der Prävention - Wer nimmt teil? (September 2012) pdf (deutsch) pdf (englisch)
- Epidemiologie und Früherkennung häufiger Krebserkrankungen in Deutschland (August 2012) pdf (deutsch) pdf (englisch)
- Pharmakologisches Neuroenhancement (Juni 2012) pdf (deutsch) pdf (englisch)
- Demografische Alterung und Folgen für das Gesundheitswesen (April 2012) pdf (deutsch) pdf (englisch)
- Arbeitslosigkeit, prekäre Beschäftigung und Gesundheit (März 2012) pdf (deutsch) pdf (englisch)

### 2011
- Psychische Gesundheit und gesunde Lebensweise (November 2011) pdf (deutsch) pdf (englisch)
- Obst- und Gemüsekonsum heute (September 2011) pdf (deutsch) pdf (englisch)
- Arbeitsbelastungen und Gesundheit (Juni 2011) pdf (deutsch) pdf (englisch)
- Rauchen – Aktuelle Entwicklungen bei Erwachsenen (Mai 2011) pdf (deutsch) pdf (englisch)
- Diabetes mellitus in Deutschland (Mai 2011) pdf (deutsch) pdf (englisch)
- Kompetenz und Souveränität im Gesundheitswesen – Die Nutzerperspektive (April 2011) pdf (deutsch) pdf (englisch)
- Grippeschutzimpfung in Deutschland - Ergebnisse der Studie »Gesundheit in Deutschland aktuell« (GEDA) 2009 (Februar 2011) pdf (deutsch) pdf (englisch)

### 2010
- Armut und Gesundheit (Dezember 2010) pdf (deutsch) pdf (englisch)
- 20 Jahre Deutsche Einheit: Gibt es noch Ost-West-Unterschiede in der Gesundheit von Kindern und Jugendlichen? (September 2010) pdf (deutsch) pdf (englisch)
- Gesundheitsrisiko Passivrauchen (Juni 2010) pdf (deutsch) pdf (englisch)
- Unfallgeschehen in Deutschland (April 2010) pdf (deutsch) pdf (englisch)
- GBE des Bundes: Ziele, Aufgaben und Nutzungsmöglichkeiten (Februar 2010) pdf (deutsch) pdf (englisch)